# Gnopharmia cataleucaria
Gnopharmia cataleucaria là một loài bướm đêm trong họ Geometridae.